# TT34
| mn · n · T | m | F4 · t · Z1 |

| mn · n · T | m | F4 · t · Z1 |

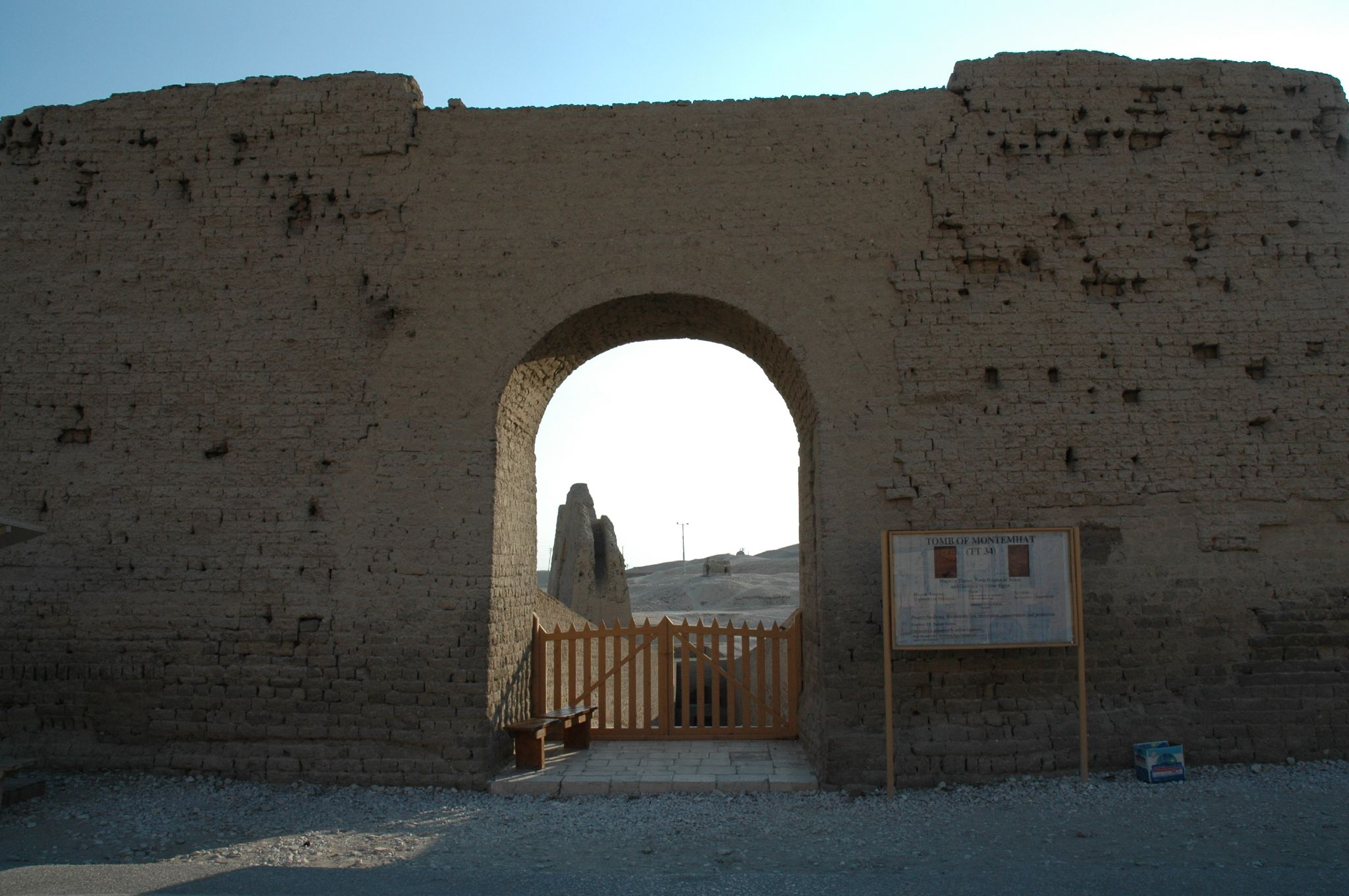
Ingresso alla TT34 (2006)

TT34 (Theban Tomb 34) è la sigla che identifica una delle Tombe dei Nobili ubicate nell’area della cosiddetta Necropoli Tebana, sulla sponda occidentale del Nilo, dinanzi alla città di Luxor, in Egitto.
Destinata a sepolture di nobili e funzionari connessi alle case regnanti, specie del Nuovo Regno, l'area venne sfruttata, come necropoli, fin dall'Antico Regno e, successivamente, sino al periodo Saitico (con la XXVI dinastia) e Tolemaico.

## Titolare
TT34 Era la tomba di:
| Titolare   | Titolo                                                                | Necropoli  | Dinastia/Periodo                      | Note                                                                |
| ---------- | --------------------------------------------------------------------- | ---------- | ------------------------------------- | ------------------------------------------------------------------- |
| Montuemhet | Quarto Profeta di Amon, Sindaco di tebe, Governatore dell'Alto Egitto | el-Assasif | XXV dinastia (Taharqa - Psammetico I) | ad ovest delle costruzioni in mattoni, nei pressi di Deir el-Bahari |

## Biografia
Figlio di Esptah, Profeta di Amon, Sindaco di Tebe e di Esenkhebi, svolse i suoi incarichi durante i regni di Taharqa, Tanutamani (XXV dinastia) e Psammetico I (XXVI dinastia), gli sono note tre mogli: Wadjerenes (figlia di Har e nipote del re Pi(ankh)y -detto anche Piye-), Suonatrice di sistro di Amon-Ra; Eskhons (menzionata all'interno della tomba) e Shepetenmut (quest'ultima indicata su un Cono funerario all'esterno della tomba).

## La tomba

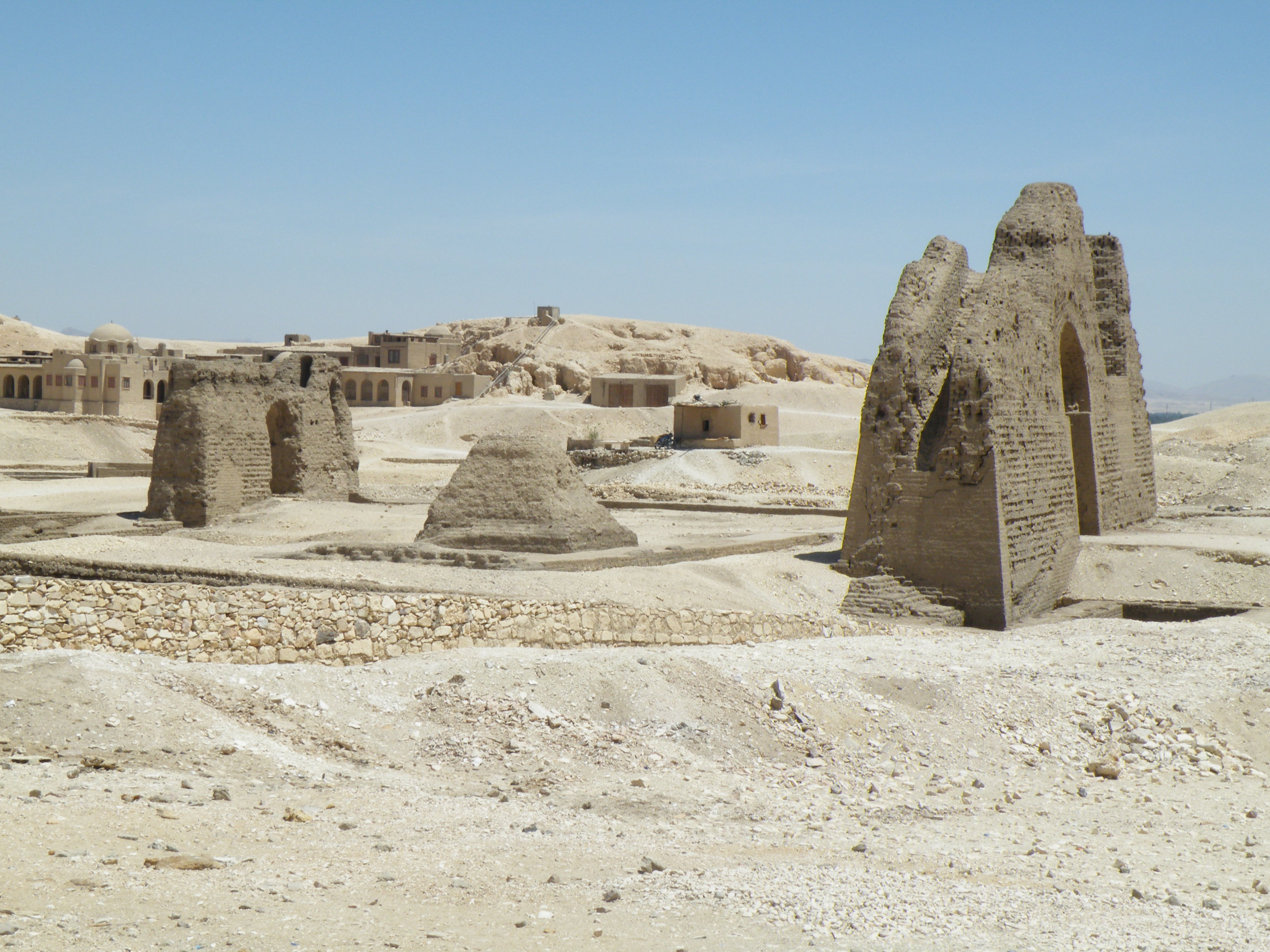
Ingresso alla TT34

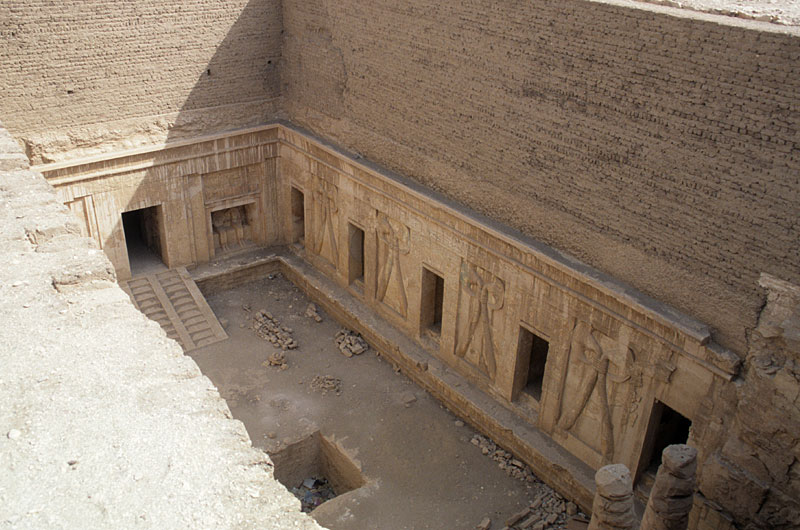
TT34, il primo cortile

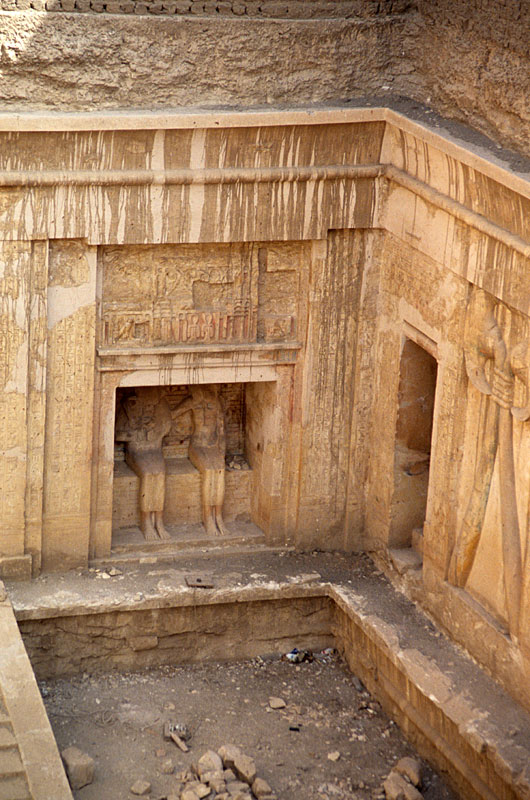
TT34, statue del defunto e della madre (2 in planimetria)

TT34, così come la precedente TT33, è alquanto articolata: un lungo corridoio camminamento dà accesso a un'anticamera colonnata dalla quale, attraverso un breve corridoio, si accede ad un primo cortile sulle cui pareti (1 in planimetria) è rappresentato il faraone Psammetico I dinanzi a Osiride e Ra-Horakhti; ai lati, due nicchie (2-3) con statue del defunto e della madre (in una delle nicchie -3- si conserva solo la parte inferiore della statua). Un corridoio, che circonda il primo cortile, consente l'accesso a dieci cappelle laterali:
- A: non terminata, contiene scene di preti in offertorio al defunto;
- B: inni sacri, con il defunto in adorazione; sulla parete sinistra, entrando, testi di litanie e i settantadue nomi di Osiride; sulla parete opposta, testi e preghiere, nonché il defunto che consacra offerte a settantaquattro demoni;
- C: testi sacri;
- D: su tre registri sovrapposti, donne che offrono libagioni al defunto e liste di offerte rituali;
- E: il principe ereditario Akiu, Cancelliere "unico amico amato, grande di conoscenza" in compagnia del defunto;
- F: Irephiaut, Capo degli arcieri di cavalleria, Capo delle scuderie del Signore delle Due Terre;
- G, H, I, J: non terminate.

Dal primo cortile si accede ad un "portico occidentale" sulle cui pareti (4-5) sono rappresentati portatori di offerte; segue (6) una scena della processione funebre, con prefiche, il trasporto delle suppellettili funerarie, tra cui alcuni carri, nonché scene del pellegrinaggio ad Abido. Una falsa porta (7) è decorata con il defunto al centro, un toro e sette mucche su un lato e sacri remi e demoni sull'altro. Una scala (8) porta a una cappella sotterranea decorata con testi e immagini di animali. Un breve corridoio, sulle cui pareti è rappresentato (9) il defunto in adorazione, adduce ad un secondo cortile e, da questo, si passa a una serie di sale (da I a V) dall'ultima delle quali (VI) inizia una serie di scale decorate. Sulle pareti (VII/10-11) testi relativi al defunto, ai genitori e alla moglie Seshepmut; Su un pianerottolo (VIII/12) titoli del defunto e (13) il defunto, guidato da Anubi e Maat verso la montagna. Seguono (IX/14-15) i titoli del defunto e dei genitori e (X/16) la statua del padre in una nicchia e, sopra un rialzo, la statua di Osiride (17). Una breve scala porta alla sala del sarcofago (XI) con soffitto astronomico.

## Reperti
Molti dei rilievi di questa tomba si trovano, oggi, in vari musei del mondo:
- Museum of Fine Arts (Boston): uomini in canoa intenti alla raccolta del papiro (forse proveniente da TT34);
- Fitzwilliam Museum di Cambridge: donna in offertorio;
- Chicago Oriental Institute: uomini in canoa;
- Chicago Oriental Institute: blocchi con schizzi di disegno di pesca e di offertorio da parte di donne;
- Chicago Oriental Institute:
- Cleveland Museum of Art: quattordici rilievi;
- Museo Archeologico di Firenze, collezione egizia: scene di uccellagione;
- Museo Archeologico di Firenze, collezione egizia: scene agricole;
- William Rockhill Nelson Gallery of Art di Kansas City (Kansas): il defunto con un servo;
- Brooklyn Museum di New York: otto rilievi di cui tre verosimilmente provenienti dalla stessa parete (fanciulla che toglie una spina da un piede, donna con bambino e un'arpista con cantante);
- De Young Memorial Museum di San Francisco: uomo che pulisce il pesce con due offerenti e testi che fanno riferimento al Quarto profeta di Amon;
- Art Museum di Seattle: donna in offertorio con testi che fanno riferimento al Sindaco di Tebe e la parte superiore di una coppia;
- Museum of Art di Toledo (Ohio): testa di uomo;
- Musei Vaticani di Roma: scene palustri con uccelli e genette (forse proveniente da TT34).

Dalla TT34 si ritiene provengano, inoltre, nove statue dedicate al defunto, Montuemhet (secondo alcuni studiosi i reperti potrebbero però provenire da cappelle dell'area di Medinet Habu): 
- due guardiani in granito nero oggi al Museo egizio (Il Cairo);
- due coperchi di vasi canopi rappresentanti Imset e Hapi, al California University Museum of Anthropology di Berkeley (California;
- statua di guardiano con mantello che copre un coltello, con leone in rilievo al fianco in granito nero, Museo Naturale di Atene;
- tre babbuini guardiani, due seduti e uno stante, collezione Bissing and Hague, Scheurleer Mus., oggi al Museo di Berlino;
- basi di statua di due guardiani in granito nero, Antiquity house di Medinet Habu;
- basi di tre divinità in granito nero, Musée d' Archeologie et des Beaux Arts di Besançon.

### Annotazioni
1. ↑  La numerazione dei locali e delle pareti segue quella di Porter e Moss 1927, pp. 56-61.
2. ↑  La prima numerazione delle tombe, dalla numero 1 alla 253, risale al 1913 con l'edizione del "Topographical Catalogue of the Private Tombs of Thebes" di Alan Gardiner e Arthur Weigall. Le tombe erano numerate in ordine di scoperta e non geografico; ugualmente in ordine cronologico di scoperta sono le tombe dalla 253 in poi.
3. ↑  I campi della Duat, ovvero l'aldilà egizio, si trovavano, secondo le credenze, proprio sulla riva occidentale del grande fiume.
4. ↑  Nella sua epoca di utilizzo, l'area era nota come "Quella di fronte al suo Signore" (con riferimento alla riva orientale, dove si trovavano le strutture dei Palazzi di residenza dei re e i templi dei principali dei) o, più semplicemente, "Occidente di Tebe".
5. ↑  le Tombe dei Nobili, benché raggruppate in un'unica area, sono di fatto distribuite su più necropoli distinte.
6. ↑  Le note, sovente di inquadramento topografico della tomba, sono tratte dal "Topographical Catalogue" di Gardiner e Weigall, ed. 1913 e fanno perciò riferimento alla situazione dell'epoca.
7. ↑  Lettere e numeri fanno riferimento alla planimetria schematica.

### Fonti
1. 1 2  Porter e Moss 1927,  p. 56.
2. ↑  Gardiner e Weigall 1913.
3. ↑  Donadoni 1999,  p. 115.
4. ↑  Gardiner e Weigall 1913,  pp. 18-19.
5. ↑  Porter e Moss 1927,  pp. 56-59.
6. ↑  Porter e Moss 1927,  pp. 59-60.
7. ↑  Porter e Moss 1927,  pp. 60-61.